# Freier Dienstnehmer
In Österreich ist der Freie Dienstnehmer eine der grundlegenden rechtlich geregelten Formen unselbstständiger Erwerbstätigkeit, mit gewissen steuerrechtlichen Aspekten der Selbständigkeit. Der Freie Dienstvertrag ist seit 2008 eine der neueren Beschäftigungsformen für freie Mitarbeiter.

## Grundlegendes
Kennzeichnend für diese Beschäftigungsform ist:
- keine Eingliederung in die Organisation des Betriebes
- keine oder eingeschränkte persönliche Abhängigkeit, keine Weisungsgebundenheit, keine Beschränkungen des persönlichen Verhaltens
- selbstständige und jederzeit änderbare Regelung des Arbeitsablaufes

Grundsätzlich kann jede Leistung, die aufgrund eines Arbeitsverhältnisses erbracht werden kann, auch Inhalt eines freien Dienstvertrages sein.

## Abgrenzung zu anderen Beschäftigungsformen (Freier Dienstvertrag)
Charakteristisch für einen freien Dienstnehmer ist der freie Dienstvertrag (§ 4 Abs. 4 ASVG). Der zentrale Unterschied zu einem Werkvertrag ist:
- Bezahlung des Entgelts nach Arbeitsdauer (normalerweise nach Stunden), nicht nach Werk; daher auch keine Erfolgsgarantie
- persönliche Erbringung der Dienstleistung, es ist aber möglich, sich vertreten zu lassen
- wesentliche Betriebsmittel werden von der Arbeitgeberin/vom Arbeitgeber bereitgestellt (eigene Arbeitsmittel können aber verwendet werden)

Dadurch ist der freie Dienstnehmer ein Arbeitnehmer, denn er steht in einem Dauerschuldverhältnis zu seinem Arbeitgeber. Die Beschäftigung über einen Werkvertrag (Verpflichtung zur Ablieferung einer konkreten Dienstleistung, Zielschuldverhältnis) hingegen bedingt Selbstständigkeit, meist fallen solche Verhältnisse in die Gruppe der Neuen Selbstständigen.
Der zugrundeliegende freie Dienstvertrag ist eine Form der Dienstverträge nach ABGB.
Wie auch der Selbständige muss der freie Dienstnehmer sein Einkommen selbst versteuern (Umsatz- und Einkommensteuer). Das heißt, er hat Einkünfte aus selbständiger Arbeit, und gilt insofern steuerlich als selbstständig.

## Sozialleistungen
Diese Abgrenzung wurde rechtlich verankert, um die Formen der Scheinselbstständigkeit, also normale Beschäftigungen, in denen über die Vertragskonstruktion alle Soziallasten auf den Arbeitnehmer abgewälzt werden, zu unterbinden. Das heißt, die Sozialversicherungsbeiträge der Pflichtversicherung (Krankenversicherung einschließlich Krankengeld und vollem Wochengeld, Unfall-, Pensions-, Arbeitslosenversicherung, Insolvenzentgeltsicherung) führt der Arbeitgeber ab. Diese Regelung besteht seit 1. Jänner 1998, letztere beide Pflichtversicherungen sind per 1. Jänner 2008 dazugekommen. Das gilt aber nur, wenn der Dienstvertrag im Rahmen eines Geschäftsbetriebes, einer Gewerbeberechtigung, einer berufsrechtlichen Befugnis oder eines statutenmäßigen Wirkungsbereiches eines Dienstgebers (Unternehmer respektive Selbstständigen) oder für eine juristische Person des öffentlichen Rechts (Gebietskörperschaften und die von ihnen verwalteten Betriebe, Anstalten, Stiftungen oder Fonds im Rahmen einer Teilrechtsfähigkeit) besteht – bei einem Vertragsverhältnis mit Privatpersonen (insbesondere für einen privaten Haushalt oder bei bäuerlicher Nachbarschaftshilfe) fällt keine Pflichtversicherung an. Ähnliches gilt für Nebentätigkeiten von Selbstständigen, die dann als solche schon pflichtversichert sind. Desgleichen ist der Arbeitgeber verpflichtet, 1,53 % des Entgelts für eine Abfertigung in eine betriebliche Vorsorgekasse einzuzahlen, und es besteht eine Absicherung über das Insolvenz-Entgelt-Fonds im Falle des Konkurses des Dienstgebers (IESG). Außerdem hat er Kommunalsteuer sowie Dienstgeberbeitrag, Zuschlag zum Dienstgeberbeitrag zu bezahlen, nicht aber die Dienstgeberabgabe.
Anders als bei den anderen Formen der Arbeitnehmerschaft entstehen aber keine sozialrechtlichen Ansprüche wie Mindesturlaub, Sonderzahlungen und ähnlichem, und es gibt auch keinen Mindestlohntarif, Kollektivvertrag und vergleichbare Regelungen: die Bezahlung ist eine völlig frei wählbare Abmachung (Vertragsfreiheit, liegt aber kein schriftlicher Vertrag vor, ist ein Dienstzettel auszuhändigen). Daher können auch Regelungen über Urlaub, Überstunden und ähnliches in einen Vertrag aufgenommen werden. Als Problemfeld gilt noch die Einbindung in Mutterschutz- und Elternkarenzurlaubsrecht.
Bei Geringfügigkeit (2023: 500,91 Euro) bestehen dieselben Regelungen wie bei anderen Arbeitnehmern. Diese Form ist für alle Nebenerwerbstätigkeiten und insbesondere auch für Pensionisten als Zuverdienst interessant.
Freie Dienstnehmer sind seit 1. Jänner 2008 auch verpflichtend Mitglieder der Kammer für Arbeiter und Angestellte (AK), haben also eine Standesvertretung.

## Stellung am Arbeitsmarkt
Volkswirtschaftlich werden die freien Dienstnehmer zu den Angestellten gerechnet, da ihr Entgelt nicht streng an einen Stundensatz oder Vergleichbares gebunden ist.
In Österreich gibt es etwa 50.000 freie Dienstnehmer (Jänner 2013: 51.807), das sind etwas über 1 % der Erwerbstätigen (2013: 4.175.200) und 1,5 % der Unselbstständigen (2013: 3.620.200). Davon sind zwei Drittel (33.000) der Verträge geringfügig. Die Gewerkschaft der Privatangestellten (GPA-DJP) vermutet, dass es sich dabei großteils um Umgehungsverträge handelt. Die Zahl hatte sich vom Höchststand 2005/06 (Mai 2006: 28.096 über, Juni 2005: 47.649 unter der Geringfügigkeitsgrenze) sukzessive verringert, auch, weil seither die Gebietskrankenkassen und Gewerkschaften den Status schärfer kontrollieren. Ein besonderes Problemfeld der Scheinverträge wird  im Gesundheits- und Sozialbereich, unter anderem in der Pflege (mit rund 8.000 freien Dienstnehmern), gesehen. Ein weiterer Sektor sind Callcenter, während die Medienbranche, lange Zeit ein Vorreiter der sozialen Umgehungsversuche zu Lasten der Dienstnehmer, in Umstellung ist.